# Шаштин-Страже

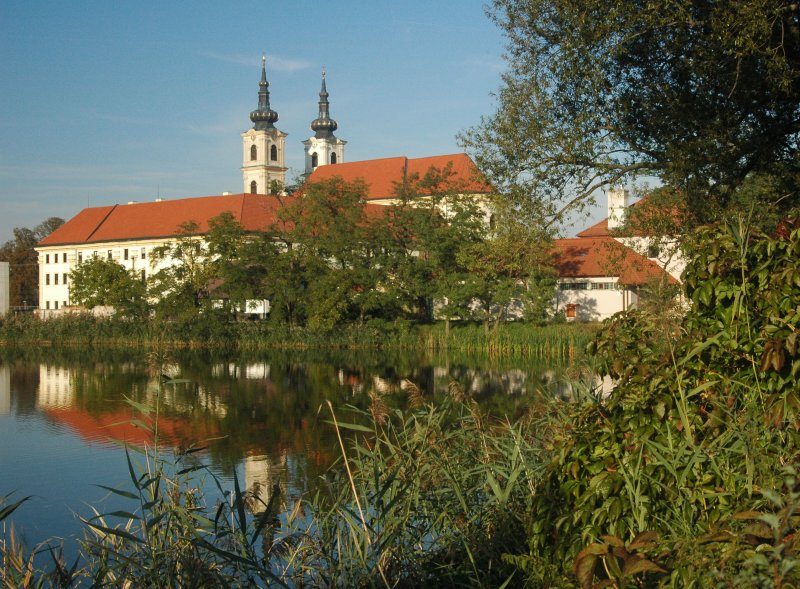
Базилика в Шаштине — место паломничества

Ша́штин-Стра́же (словац. Šaštín — Stráže, нем. Schoßberg — Strascha, венг. Sasvár — Morvaőr) — город в западной Словакии, расположенный на реке Миява на севере Загорья. Население — около 5 тысяч человек.

## История
Современный город возник объединением двух поселений — Шаштин и Страже-над-Миявоу. Шаштин впервые упоминается в 1218 году как сторожевая крепость. В 2001 году Шаштин-Страже стал городом. Город знаменит своей базиликой св. Марии в Шаштине как место паломничества.

## Население
| Год:                | 1994 | 2004    | 2014    | 2024    |
| ------------------- | ---- | ------- | ------- | ------- |
| Количество человек: | 4824 | 5039    | 5140    | 4851    |
| Разница:            |      | +4,45 % | +2,00 % | −5,62 % |

По данным переписи 2001 года, в городе проживает 5005 жителей. 95,44 % жителей — словаки, 2,06 % — цыгане, и 1,50 % — чехи. Относительно религиозной принадлежности: 88,45 % — католики, 7,31 % — атеисты, и 1,34 % — лютеране.

## Известные уроженцы, жители
Павел Бецковский (словацк. Pavel Beckovský; 8 ноября 1922, Шаштин-Страже — 4 апреля 1995, Братислава) — чехословацкий лётчик, участник Второй мировой войны (сначала лётчик Первой Словацкой республики, позднее — в составе партизанских ВВС Словакии). В послевоенные годы один из пионеров авиаспорта в Чехословакии.

## Достопримечательности
- Базилика св. Марии